# Winder (Georgia)
Winder – miasto w Stanach Zjednoczonych, w stanie Georgia, siedziba administracyjna hrabstwa Barrow.